# Capitale-Nationale
Cet article concerne la région administrative québécoise de la Capitale-Nationale. Pour l'article de la capitale nationale du Québec, voir Québec.
La Capitale-Nationale est une région administrative du Québec. Elle est composée de l'agglomération de Québec, de six municipalités régionales de comté (MRC), d'une réserve autochtone hors MRC et d'une municipalité de paroisse hors MRC. Elle ne doit pas être confondue avec la région de Québec.

## Présentation

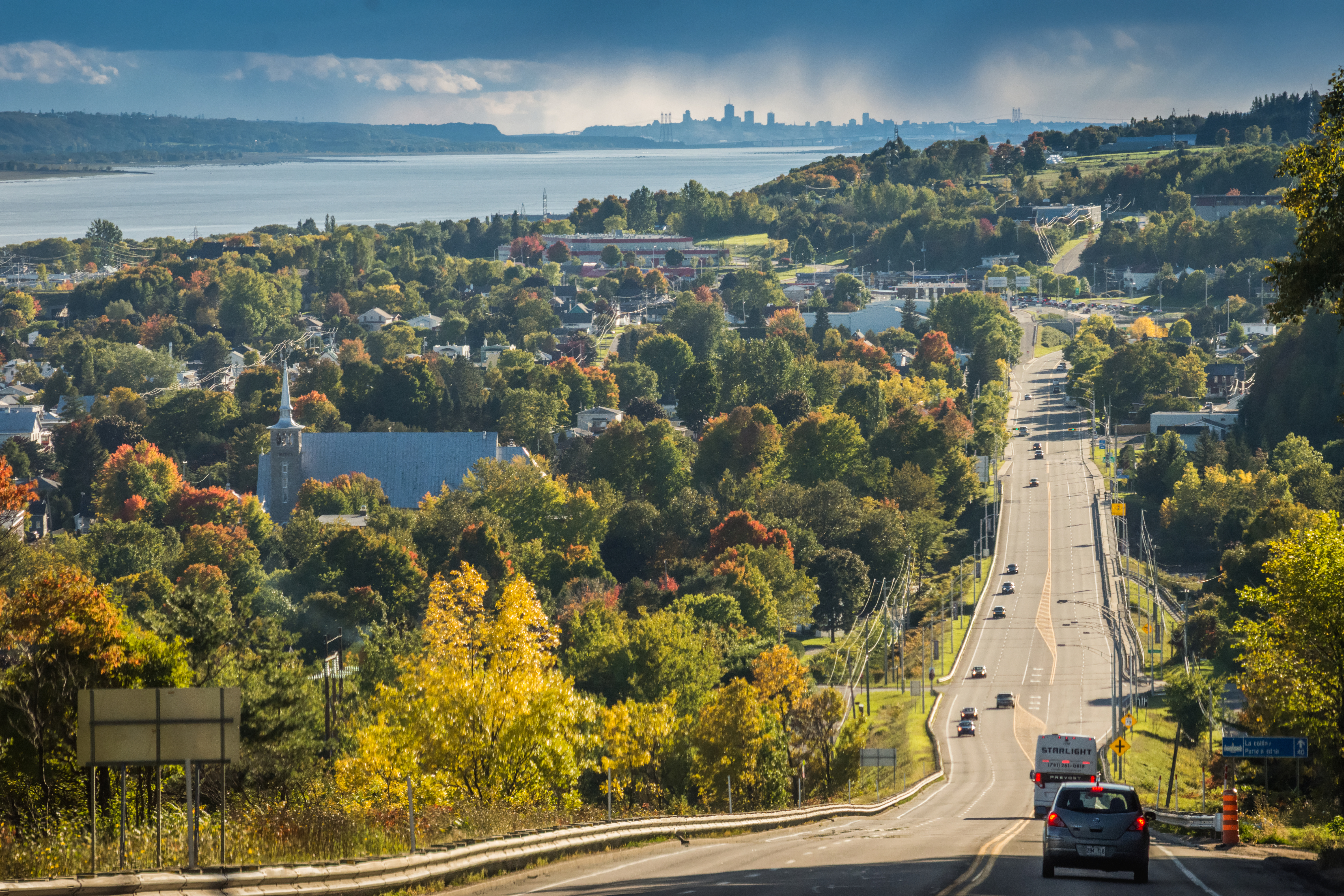
La Côte de Beaupré, avec la ville de Québec en arrière-plan.

La région compte cinq des 12 sites patrimoniaux du Québec. Le site patrimonial du Vieux-Québec, comprenant le site de Place-Royale, vaut à Québec d’être classée parmi les villes du patrimoine mondial de l’UNESCO. Berceau de la civilisation française en Amérique, la ville de Québec s’affirme depuis le XVIIe siècle tant par sa culture et son architecture que par son aménagement qui en font un ensemble fortifié unique, intégré dans la trame urbaine. Les sites patrimoniaux de Beauport, Charlesbourg et Sillery témoignent particulièrement des différents types d’implantation, d’organisation et d’occupation du territoire. La MRC de l'Île d'Orléans exprime sa fidélité à ses origines agricoles et maritimes. L’Hôtel du Parlement, classé site historique national, consacre le rôle de Québec comme capitale nationale, mais également soude les liens entre l’histoire politique du Québec, l’Assemblée nationale du Québec et la vie urbaine de la capitale.
La région de la Capitale-Nationale bénéficie de grands espaces naturels, dont le parc national de la Jacques-Cartier, le parc national des Grands-Jardins et le parc national des Hautes-Gorges-de-la-Rivière-Malbaie. Pour le caractère exceptionnel de son territoire naturel habité, la région de Charlevoix s’est vu décerner le statut de réserve mondiale de la biosphère par l’UNESCO. En plus des activités de plein air qui animent les différents parcs régionaux, plusieurs centres d’interprétation expliquent l’histoire des pratiques et des techniques d’exploitation des richesses naturelles, les connaissances qui prévalent pour la compréhension et la préservation des ressources. La culture scientifique est à l’honneur dans différents domaines, à travers la restauration de la rivière Jacques-Cartier, la valorisation de la rivière Beauport, le cratère météoritique de Charlevoix, l’entomologie, l’horticulture, etc.

## Géographie
Plusieurs subdivisions sont repartis sur son territoire, en ordre d'importance: les forêts (78,4%), les eaux (10,9%), les milieux humides (4%), les terres agricoles (3,9%) et finalement les surfaces artificielles (2,8%).

### Situation
La région est située au nord du fleuve Saint-Laurent, à l'entrée de l'estuaire fluvial. Couramment désigné comme se trouvant au «centre du Québec», la Capitale-Nationale s'étend sur 20 971 km2 de superficie, dont 18 644 km2 qui sont terrestres, soit 1,3% du territoire québécois. L'agglomération urbaine de Québec, dont l'origine du nom signifie «là où le fleuve se rétrécit» en certaines langues algonquiennes, se trouve en son centre géographique. En raison de sa position géographique, la région est un carrefour économique, historique et social entre l'ouest, l'est et le nord de la province.
Elle est bordée au sud par le fleuve Saint-Laurent, où de l'autre côté se trouvent les régions de Chaudière-Appalaches et du Bas-Saint-Laurent, à l'ouest par la région de la Mauricie et au nord et à l'est par la région du Saguenay–Lac-Saint-Jean.

### Relief
La topographie de la Capitale-Nationale varie beaucoup. L'altitude minimale est de 0 m au fleuve Saint-Laurent et s'élève jusqu'à 1 181 mètres au mont Raoul-Blanchard. Dans sa partie sud, de la plaine de Portneuf à la base de la Côte de Beaupré, le relief est plutôt plat, variant autour d'une centaine de mètres. Le reste de la région est caractérisé par la chaîne des Laurentides. Avec le massif du Lac Jacques-Cartier, la Capitale-Nationale est l'une des régions les plus élevées du Québec. Par ailleurs, la sous-région de Charlevoix présente des particularités uniques en raison de son astroblème.

### Hydrographie
Outre le fleuve Saint-Laurent, la Capitale-Nationale est arrosée par de nombreuses rivières prenant majoritairement leur source dans les Laurentides au nord. Parmi les principales, on retrouve (d'ouest en est) la rivière Sainte-Anne (Portneuf), la rivière Jacques-Cartier, la rivière Saint-Charles, la rivière Montmorency, la rivière Sainte-Anne (Charlevoix). On y retrouve des centaines de lac, majoritairement situés dans le creux des collines et montagnes des Laurentides. Parmi les plus importants: le lac Saint-Joseph, le lac Sept-Îles, le lac Saint-Charles, le lac Jacques-Cartier, le lac Malbaie et le lac des Neiges.

## Histoire
Instituée le 29 mars 1966 lors du découpage initial du Québec en 10 régions administratives, la région a porté le nom de « région de Québec » jusqu'au 15 décembre 1999 alors qu'elle a pris le nom de « région de la Capitale-Nationale ».

## Démographie

### Principales villes
| 1  | Québec                                 | Agglomération de Québec | 549 459 |
| 2  | Saint-Augustin-de-Desmaures            | Agglomération de Québec | 19 907  |
| 3  | L'Ancienne-Lorette                     | Agglomération de Québec | 16 970  |
| 4  | Saint-Raymond                          | Portneuf                | 11 108  |
| 5  | Pont-Rouge                             | Portneuf                | 10 121  |
| 6  | Stoneham-et-Tewkesbury                 | La Jacques-Cartier      | 9 682   |
| 7  | La Malbaie                             | Charlevoix-Est          | 8 235   |
| 8  | Lac-Beauport                           | La Jacques-Cartier      | 8 164   |
| 9  | Sainte-Catherine-de-la-Jacques-Cartier | La Jacques-Cartier      | 8 442   |
| 10 | Boischatel                             | La Côte-de-Beaupré      | 8 231   |

### Population
| 1986    | 1991    | 1996    | 2001    | 2006    | 2011    | 2016    | 2021    |
| ------- | ------- | ------- | ------- | ------- | ------- | ------- | ------- |
| 586 306 | 615 844 | 633 511 | 638 917 | 661 060 | 700 616 | 729 997 | 757 950 |

## Administration
La région de la Capitale-Nationale est composée de 59 municipalités locales et 9 territoires non organisés répartis dans 6 municipalités régionales de comté (MRC). Elle comporte également une réserve indienne (Wendake) et une paroisse monastique (Notre-Dame-des-Anges).
| Nom                     | Chef-lieu                         | Population 2021 | Superficie terrestre (km2) | Densité (hab./km2) | Ref. |
| ----------------------- | --------------------------------- | --------------- | -------------------------- | ------------------ | ---- |
| Agglomération de Québec | Québec                            | 549 459         | 485,18                     | 1 132,48           |      |
| Charlevoix              | Baie-Saint-Paul                   | 13 371          | 3 763,22                   | 3,55               |      |
| Charlevoix-Est          | Clermont                          | 15 409          | 2 957,4                    | 5,21               |      |
| La Côte-de-Beaupré      | Château-Richer                    | 30 240          | 5 027,8                    | 6,01               |      |
| La Jacques-Cartier      | Shannon                           | 47 813          | 3 321,2                    | 14,4               |      |
| L'Île-d'Orléans         | Sainte-Famille-de-l'Île-d'Orléans | 6 817           | 268,5                      | 25,39              |      |
| Portneuf                | Cap-Santé                         | 55 523          | 4 125,1                    | 13,46              |      |
| Région                  | Région                            | 757 950         | 18 643,63                  | 40,65              |      |

## Politique

### Ministre responsable
Depuis le 20 octobre 2022, le ministre responsable de la région de la Capitale-Nationale est Jonatan Julien.

### Circonscriptions électorales

#### Circonscriptions électorales provinciales
- Charlesbourg : Jonatan Julien (CAQ)
- Charlevoix-Côte-de-Beaupré : Kariane Bourassa (CAQ)
- Chauveau : Sylvain Lévesque (CAQ)
- Jean-Lesage : Sol Zanetti (QS)
- Jean-Talon : Pascal Paradis (PQ)
- La Peltrie : Éric Caire (CAQ)
- Louis-Hébert : Geneviève Guilbault (CAQ)
- Montmorency : Jean-François Simard (CAQ)
- Portneuf : Vincent Caron (CAQ)
- Taschereau : Etienne Grandmont (QS)
- Vanier-Les Rivières : Mario Asselin (CAQ)

#### Circonscriptions électorales fédérales
- Charlesbourg—Haute-Saint-Charles : Pierre Paul-Hus (PCC)
- Louis-Saint-Laurent—Akiawenhrahk : Gérard Deltell (PCC)
- Portneuf—Jacques-Cartier : Joël Godin (PCC)
- Beauport—Limoilou : Steeve Lavoie (PLC)
- Louis-Hébert : Joël Lightbound (PLC)
- Québec-Centre  : Jean-Yves Duclos (PLC)
- Montmorency—Charlevoix : Gabriel Hardy (PCC)

## Éducation

### Enseignement primaire et secondaire
La région est desservie par cinq centres de services scolaires ainsi qu'une commission scolaire.
L'enseignement primaire et secondaire dans la région est assuré par cinq centres de services scolaires et une commission scolaire relevant du ministère de l'Éducation du Québec. Ces organismes sont également chargés de l'éducation secondaire aux adultes et de la formation professionnelle, dans les limites de leur compétence respective. À des fins d'organisation, les centres assurent les services de cinq districts scolaires chacun.

#### Centre de services scolaire de la Capitale
Auparavant dénommé la Commission scolaire de la Capitale, ce centre de services scolaire dessert les territoires suivants :
- Québec (arrondissements La Cité–Limoilou, La Haute-Saint-Charles (sauf quartier Lac-Saint-Charles) et Les Rivières)
- Wendake
- MRC de la Jacques-Cartier (villes et municipalités de Fossambault-sur-le-Lac, Lac-Saint-Joseph, Sainte-Catherine-de-la-Jacques-Cartier, Saint-Gabriel-de-Valcartier et Shannon)

#### Centre de services scolaire de Charlevoix
Auparavant dénommé la Commission scolaire de Charlevoix, ce centre de services scolaire dessert les territoires suivants :
- MRC de Charlevoix
- MRC de Charlevoix-Est (sauf le territoire non organisé de Sagard)

#### Centre de services scolaire des Découvreurs
Auparavant dénommé la Commission scolaire des Découvreurs, ce centre de services scolaire dessert les territoires suivants :
- L'Ancienne-Lorette
- Québec (arrondissement Sainte-Foy–Sillery–Cap-Rouge)
- Saint-Augustin-de-Desmaures

#### Centre de services scolaire de Portneuf
Auparavant dénommé la Commission scolaire de Portneuf, ce centre de services scolaire dessert les territoires suivants :
- MRC de Portneuf

#### Centre de services scolaire des Premières-Seigneuries
Auparavant dénommé la Commission scolaire des Premières-Seigneuries, ce centre de services scolaire dessert les territoires suivants :
- Québec (arrondissements Beauport, Charlesbourg et La Haute-Saint-Charles (quartier Lac-Saint-Charles uniquement))
- MRC de la Côte-de-Beaupré
- MRC de l'Île-d'Orléans
- MRC de la Jacques-Cartier (villes et municipalités de Lac-Beauport, Lac-Delage, Sainte-Brigitte-de-Laval, Stoneham-et-Tewkesbury et territoire non organisé de Lac-Croche)

#### Commission scolaire Central Québec
La Commission scolaire Central Québec dessert la population anglophone de l'entièreté de la région administrative.

### Enseignement supérieur
La région de la Capitale-Nationale compte plusieurs collèges d'enseignement général et professionnel qui se trouvent tous dans la ville de Québec.
- Cégep Garneau
- Cégep Limoilou
- Cégep de Sainte-Foy
- Collège régional Champlain St. Lawrence (anglophone)

La région compte également une université, l'Université Laval ainsi que plusieurs institutions universitaires spécialisées du réseau de l'Université du Québec, soit l'École nationale d'administration publique, l'Institut national de recherche scientifique et la TÉLUQ.

## Santé
La région est desservie par le Centre intégré universitaire de santé et de services sociaux de la Capitale-Nationale et par le CHU de Québec.